# Tryggelev Sogn
Tryggelev Sogn er et sogn i Langeland-Ærø Provsti (Fyens Stift).
I 1800-tallet var Fodslette Sogn anneks til Tryggelev Sogn. Begge sogne hørte til Langelands Sønder Herred i Svendborg Amt. Tryggelev-Fodslette sognekommune blev ved kommunalreformen i 1970 indlemmet i Sydlangeland Kommune, der ved strukturreformen i 2007 indgik i Langeland Kommune.
I Tryggelev Sogn ligger Tryggelev Kirke.
I sognet findes følgende autoriserede stednavne:
- Kinderballe (bebyggelse, ejerlav)
- Lykkesholm (bebyggelse, ejerlav)
- Nørreballe (bebyggelse, ejerlav)
- Ormstrup (bebyggelse)
- Præstemarken (bebyggelse)
- Rørsløkke (bebyggelse)
- Skøvlebjerg (areal)
- Slåvænget (bebyggelse)
- Tolsbjerg Skov (areal)
- Tryggelev (bebyggelse, ejerlav)
- Tryggelev Nor (vandareal)
- Østerskov (bebyggelse)